# Bourg de Lucheng
Le bourg de Lucheng (chinois : 炉城镇 ; pinyin : lúchéng zhèn ; tibétain : མདོ་ཁྲིན་རྡལ།) est le centre urbain de la ville-district de Kangding, dans la Préfecture autonome tibétaine de Garzê, province du Sichuan, en République populaire de Chine.